# Palaeorhiza abdominalis
Palaeorhiza abdominalis är en biart som beskrevs av Hirashima 1978. Palaeorhiza abdominalis ingår i släktet Palaeorhiza och familjen korttungebin. Inga underarter finns listade i Catalogue of Life.